# Tellina mera
Tellina mera är en musselart som beskrevs av Thomas Say 1834. Tellina mera ingår i släktet Tellina och familjen Tellinidae. Inga underarter finns listade i Catalogue of Life.